# Emily Swallow
Emily Swallow (Jacksonville, 18 dicembre 1979) è un'attrice statunitense.

## Biografia
Nata e cresciuta a Jacksonville, esordisce nel 2006 nella soap opera Sentieri, prendendo successivamente parte a svariate serie televisive fra cui The Good Wife, NCIS - Unità anticrimine e Monday Mornings. Dal 2013 al 2014 è stata nel cast di The Mentalist nel ruolo di Kim Fischer.

## Filmografia

### Attrice

#### Televisione
- Sentieri (Guiding Light) – soap opera, un episodio (2006)
- Jericho – serie TV, episodio 1x22 (2007)
- Flight of the Conchords – serie TV, episodio 1x09 (2007)
- Journeyman – serie TV, episodio 1x12 (2007)
- The Lucky Ones - Un viaggio inaspettato (The Lucky Ones), regia di Neil Burger (2008)
- Medium – serie TV, episodio 6x07 (2009)
- NCIS - Unità anticrimine (NCIS) – serie TV, episodio 7x09 (2009)
- The Odds, regia di Jeff Wadlow  – film TV (2010)
- Southland – serie TV, 5 episodi (2009-2010)
- The Good Wife – serie TV, episodio 3x02 (2011)
- Ringer – serie TV, 3 episodi (2011)
- Ironside – serie TV, episodio 1x05 (2013)
- Monday Mornings – serie TV, 9 episodi (2013)
- Rizzoli & Isles – serie TV, episodio 4x10 (2013)
- The Mentalist – serie TV, 14 episodi (2013-2014)
- Girlfriends' Guide to Divorce – serie TV, 2 episodi (2015)
- Beauty and the Beast – serie TV, episodio 3x04 (2015)
- Supernatural – serie TV, 12 episodi (2015-2020)
- Elementary – serie TV, episodio 7x07 (2019)
- The Mandalorian – serie TV, 9 episodi (2019)
- Instinct – serie TV, episodio 2x11 (2019)
- Bull – serie TV, episodio 3x20 (2019)
- Seal Team – serie TV, 19 episodi (2019)
- The Book of Boba Fett – miniserie TV, 1x05 (2022)
- S.W.A.T. – serie TV, episodio 6x10 (2023)

### Doppiatrice
- The Order: 1886 (2015) - videogioco
- Castlevania – serie TV, 22 episodi (2017-2021)
- The Last of Us Parte II (2020) - videogioco
- Secret Level - serie TV, episodio 1x06 (2024) - Puck

## Doppiatrici italiane
Nelle versioni in italiano delle opere in cui ha recitato, Emily Swallow è stata doppiata da:
- Francesca Fiorentini in Supernatural, The Mentalist, The Book of Boba Fett
- Laura Lenghi in Elementary
- Tiziana Avarista in S.W.A.T.

Da doppiatrice è stata sostituita da:
- Lorella De Luca in Castlevania
- Chiara Preziosi in The Last of Us Parte II
- Francesca Fiorentini in Secret Level